# Mass Media
Pour la traduction littérale de l'expression en français, voir Médias de masse.
Mass Media Inc. est un studio de développement de jeux vidéo fondé dans les années 1980 et basé à Moopark en Californie.

## Jeux développés
| Titre                              | Date de sortie                               | Plate(s)-forme(s)               |
| ---------------------------------- | -------------------------------------------- | ------------------------------- |
| Defender of the Crown              | 1986                                         | CD-i                            |
| Tetris                             | 1986                                         | CD-i                            |
| Lords of the Rising Sun            | 1989                                         | CD-i                            |
| Girls Club                         | 1992                                         | CD-i                            |
| Zombie Dinos                       | 1992                                         | CD-i                            |
| Mystic Midway: Rest in Pieces      | 1992                                         | CD-i                            |
| Mystic Midway Phantom Express      | 1993                                         | CD-i                            |
| Caesars World of Boxing            | 1993                                         | CD-i                            |
| Voyeur                             | 1993                                         | CD-i                            |
| NFL Hall of Fame                   | 1994                                         | CD-i                            |
| Thunder in Paradise                | 1995                                         | CD-i                            |
| 3-D Table Sports                   | 1996                                         | PC                              |
| The Game of Life                   | 1998                                         | PC                              |
| BassMasters 2000                   | 1999                                         | Nintendo 64                     |
| StarCraft 64                       | 13 juin 2000                                 | Nintendo 64                     |
| Ms. Pac-Man Maze Madness           | 8 septembre 2000                             | Nintendo 64, Dreamcast          |
| Power Rangers: Lightspeed Rescue   | 1er juin 2000                                | Nintendo 64                     |
| Namco Museum                       | 10 juin 2001                                 | Gameboy Advance                 |
| Pac-Man Collection                 | 12 juillet 2001                              | Gameboy Advance                 |
| Star Trek DS9: Dominion Wars       | 2001                                         | PC                              |
| Pac-Man Fever                      | 22 septembre 2002                            | GameCube, PlayStation 2         |
| Namco Museum                       | 8 octobre 2002                               | GameCube, PlayStation 2, Xbox   |
| Shrek Super Party                  | 16 novembre 2002                             | GameCube, PlayStation 2, Xbox   |
| Blackhawk                          | 2003                                         | Gameboy Advance                 |
| Rock 'N Roll Racing                | 2003                                         | Gameboy Advance                 |
| The Lost Vikings                   | 2003                                         | Gameboy Advance                 |
| Muppets Party Cruise               | 11 novembre 2003 (GC) 13 novembre 2003 (PS2) | GameCube, PlayStation 2         |
| Metal Arms: Glitch in the System   | 18 novembre 2003                             | PlayStation 2                   |
| Nicktoons: Movin'                  | 2004                                         | PlayStation 2                   |
| Namco Vintage                      | 4 novembre 2004                              | Xbox Live Arcade                |
| The Bible Game                     | 23 octobre 2005                              | PlayStation 2, Xbox             |
| Full Spectrum Warrior              | 23 mars 2005                                 | PlayStation 2                   |
| Full Spectrum Warrior: Ten Hammers | 27 mars 2006                                 | PlayStation 2                   |
| Ms. Pac-Man                        | 10 janvier 2007                              | Xbox Live Arcade                |
| Tetris Evolution                   | 2007                                         | Xbox 360                        |
| The Jak and Daxter Trilogy         | 7 février 2012                               | PlayStation 3, PlayStation Vita |
| Ratchet and Clank Trilogy          | 2 juillet 2014                               | PlayStation Vita                |

### Source
- (en) Cet article est partiellement ou en totalité issu de l’article de Wikipédia en anglais intitulé « Mass Media Inc. » (voir la liste des auteurs).